# Экистика
Эки́стика (англ. Ekistics < др.-греч. οἶκος — дом, жилище) — теория формирования и эволюции человеческих поселений, предложенная греческим архитектором-градостроителем К. Доксиадисом в 1950—60-х. Экистика изучала способы создания поселений, оптимально обустроенных в смысле планировочной архитектуры. Термин распространен в западной географии, где означает всеобщую науку о расселении людей (от комнаты до Земли в целом).
Экистика утверждает, что города развиваются, проходя четыре этапа:
1. динаполис — моноцентрический город, обычно развивающийся в пространстве в одном направлении;
2. динаметрополис — развитие нескольких динаполисов в разных направлениях;
3. динамегалополис — город-гигант;
4. экуменополис (ойкуменаполис) — гипотетический всемирный город будущего, совершенная форма расселения людей. Экуменополис будет включать все территории с достаточно высокой плотностью населения (от 50 человек на км²), в нём будет жить большинство населения Земли. Остальные будут жить в изолированных поселениях там, где природные условия будут не столь благоприятны.

Экистика предлагает комплексный подход к градостроительству, однако обладает несколькими недостатками. Главный недостаток состоит в том, что она не принимает во внимание общественно-экономические факторы (например, географию производства), влияющие на расселение людей. Расселение в рамках этой теории рассматривается как процесс, независимый от внешних обстоятельств.